# Ferdinando Bosso
Ferdinando Pietro Paolo Bosso (Napoli, 1º giugno 1878 – Parigi, 13 febbraio 1967) è stato un giornalista, politico e partigiano italiano.

## Biografia
Nato da genitori napoletani, si trasferì presto con la famiglia a San Remo. All'età di 12 anni affittava stanze a Sanremo per discutere con degli amici di politica; a 13 anni, teneva discorsi politici per le strade e nelle campagne. Passando attraverso una fase rivoluzionaria fu dapprima ispirato dal mazzinianesimo e dall'azione ed il pensiero di Giuseppe Garibaldi. Si avvicinò in seguito al socialismo, in un periodo in cui conobbe Filippo Turati, e divenne un militante del Partito Socialista Italiano. Come giornalista politico scrisse articoli in vari periodici regionali, tra cui La Parola Socialista di San Remo, l'Avanti! e Il Lavoro di Genova. Nel 1920 si stabilì a Parigi dove, sorvegliato dagli agenti del regime fascista ed entrato nella massoneria, si batté da attivista contro il regime nella Lega italiana dei diritti dell'uomo (LIDU), della quale fu il tesoriere, nella Concentrazione antifascista e nel movimento partigiano.